# Петер Ендерс
Пе́тер Е́ндерс (нім. Peter Enders; 2 лютого 1963 — 2 лютого 2025, Фрайбург) — німецький шахіст, гросмейстер (1997).

## Шахова кар'єра
Ендерс виріс у НДР і вважався там одним із найталановитіших молодих гравців. У цей час він брав участь у численних шахових турнірах в Угорщині, а також грав у Угорській шаховій лізі. Ендерс сильно постраждав через суперечки з шаховою федерацією НДР: хоча він досяг або значно перевищив необхідні стандарти для титулу міжнародного майстра, федерація не подала заявку на титул у ФІДЕ. У 1989 році його не допустили до чемпіонату НДР через суперечки щодо розміщення там (Ендерс хотів одномісну кімнату). Оскільки на той час він був номером три в країні, він вважав це своїм правом. Потім Ендерс спробував покінчити життя самогубством.
Лише після падіння Берлінської стіни він закріпився в шахах у Німеччині. Він став чемпіоном Німеччини з бліцу в 1990 році та отримав титул міжнародного майстра у 1993 році. Того ж року він виграв індивідуальний чемпіонат Німеччини, що кваліфікувало його на зональний турнір у Птуй та принесло йому першу гросмейстерську норму. Нарешті він здобув титул у 1997 році після перемоги на гросмейстерському турнірі в Шенеку наприкінці 1996 року разом з Нормундсом Мієзісом, досягнувши таким чином своєї третьої та останньої норми. У 1996 році він також став чемпіоном Німеччини зі швидких шахів.
Після возз'єднання Німеччини Ендерс грав з 1990 по 1993 рік за мюнхенський SC 1836, з 1993 по 1995 рік, у сезоні 1998/99 і з 2002 року за Erfurter Schachklub (до 1995 року SV Erfurt West), з 1995 по 1998 рік за ПСВ Дуйсбург і в сезоні 1999/2000 за SK Пассау кілька сезонів виступав у 1-й Бундеслізі, востаннє в сезоні 2009/2010. У австрійській державній лізі А він грав за SK Kufstein у сезоні 1998/99.
Помер 2 лютого 2025 року у віці 62 років.